# Kozykel-Starrheit
In der Mathematik ist Starrheit von Kozykeln oder der Starrheitssatz von Zimmer (auch Superstarrheitssatz von Zimmer) eine Verallgemeinerung des Superstarrheitssatzes von Margulis. Er besagt im Wesentlichen, dass orbit-äquivalente Wirkungen (a priori unterschiedlicher Gruppen) konjugiert zueinander sind. Es gibt eine Reihe von Variationen des Starrheitssatzes von Zimmer.

## Kozykel und Gruppenwirkungen
Sei {\displaystyle \sigma \colon G\times M\to M} eine Wirkung auf einem Wahrscheinlichkeitsraum. Ein Kozykel mit Werten in {\displaystyle H} ist eine messbare Abbildung
{\displaystyle c\colon G\times X\to H}
mit
{\displaystyle c(g_{1}g_{2},x)=c(g_{1},\sigma (g_{2},x))c(g_{2},x)}
für {\displaystyle \mu }-fast alle {\displaystyle x\in M} und alle {\displaystyle g_{1},g_{2}\in G}.
Zum Beispiel ist {\displaystyle c(g,x):=\rho (g)} für eine Darstellung {\displaystyle \rho \colon G\to H} ein Kozykel. Ein Kozykel, der fast überall mit einer Darstellung {\displaystyle \rho } übereinstimmt, heißt {\displaystyle \rho }-konstant.
Zwei Kozykel {\displaystyle c_{1},c_{2}} heißen kohomolog, wenn es eine Abbildung {\displaystyle \phi \colon M\to H} gibt mit
{\displaystyle c_{2}(g,x)=\phi (gx)^{-1}c_{1}(g,x)\phi (x)}
für {\displaystyle \mu }-fast alle {\displaystyle x\in M}.
Einem Kozykel mit Werten in {\displaystyle H} entspricht eine Wirkung von {\displaystyle G} auf {\displaystyle X\times H} durch
{\displaystyle g(x,h)=(gx,c(g,x)h)},
die mit der Rechtswirkung von {\displaystyle H} kommutiert.
Viele Probleme in der Theorie dynamischer Systeme können als Frage über Kohomologie von Kozykeln formuliert werden.
Wenn die Wirkung von {\displaystyle G} auf {\displaystyle M} die Maßklasse erhält, dann definiert die Radon-Nikodym-Ableitung einen Kozykel mit Werten in {\displaystyle \mathbb {R} _{+}}.
Für eine differenzierbare Wirkung auf einer glatten Mannigfaltigkeit {\displaystyle M} mit einer Lebesgue-messbaren Trivialisierung {\displaystyle TM\simeq M\times \mathbb {R} ^{n}} ist {\displaystyle c(g,x):=D_{x}g} ein Kozykel mit Werten in {\displaystyle H=GL(n,\mathbb {R} )}. (Die Kozykel-Bedingung entspricht der Kettenregel.) Dies funktioniert allgemeiner für lineare Wirkungen auf Vektorbündeln mit messbarer Trivialisierung.

## Superstarrheit für Kozykel
Sei {\displaystyle G} eine einfach zusammenhängende halbeinfache Lie-Gruppe, deren einfache Faktoren {\displaystyle G_{i}} alle Rang {\displaystyle rk_{\mathbb {R} }(G_{i})ge2} haben. {\displaystyle G} wirke maßerhaltend und ergodisch auf einem Wahrscheinlichkeitsraum {\displaystyle (X,\mu )}. Sei {\displaystyle H} eine reelle algebraische Gruppe und {\displaystyle c\colon G\times X\to H} ein {\displaystyle G}-integrabler Kozykel, d. h. für jede kompakte Teilmenge {\displaystyle K\subset G} ist die Abbildung {\displaystyle x\mapsto sup_{g\in K}\log ^{+}\Vert c(g,x)\Vert } in {\displaystyle L^{1}(X,\mu )}.
Dann gibt es einen Lie-Gruppen-Homomorphismus {\displaystyle \rho \colon G\to H}, eine {\displaystyle \rho (G)} zentralisierende kompakte Unter-Lie-Gruppe {\displaystyle K\subset G}, und einen Kozykel {\displaystyle c_{K}\colon G\times X\to K} so, dass {\displaystyle c} kohomolog zu {\displaystyle \rho \cdot c_{K}} ist.